# Utah Beach
 (février 2011).
Si vous disposez d'ouvrages ou d'articles de référence ou si vous connaissez des sites web de qualité traitant du thème abordé ici, merci de compléter l'article en donnant les références utiles à sa vérifiabilité et en les liant à la section « Notes et références ».
Seconde Guerre mondiale
Batailles
Opérations de débarquement (Neptune)
- Tonga (Deadstick, Batterie de Merville)
- Albany (Chicago, Manoir de Brécourt)
- Boston (Detroit)
- Utah Beach
- Omaha Beach (Pointe du Hoc)
- Gold Beach
- Juno Beach
- Sword Beach

Secteur anglo-canadien
- Caen
- Authie
- Perch (Villers-Bocage)
- Putot
- Bretteville-l'Orgueilleuse
- Norrey
- Mesnil-Patry
- Martlet
- Epsom
- Windsor
- Charnwood
- Jupiter
- Atlantic
- Goodwood
- Crête de Verrières
- Spring
- Bluecoat
- Totalize
- Tractable

Secteur américain
- Carentan
- Cotentin
- Cherbourg (Bombardement)
- Bataille des Haies (Elle, Saint-Lô, La Haye-du-Puits)
- Cobra
- Mortain

Fin de la bataille de Normandie et libération de l'Ouest
- Rennes
- Saint-Malo
- Brest
- Poche de Falaise
- Chambois
- Paris

Mémoire et commémorations
- Cimetières militaires de la bataille de Normandie
- Commémorations du 70e anniversaire
- Projet UNESCO de classement des plages

Utah Beach est l'appellation d'une des cinq plages du débarquement de Normandie le 6 juin 1944. Plage la plus à l'ouest des zones du débarquement allié et la seule située dans le département de la Manche sur la côte nord-est du Cotentin, à l'ouest de l'estuaire de la Vire (les quatre autres se trouvent sur la côte du Calvados), Utah Beach s'étend de Sainte-Marie-du-Mont jusqu’à Quinéville sur environ 5 km de long, avec une zone d'assaut principal à hauteur de Varreville.
Elle fut ajoutée aux plans initiaux du débarquement, du fait d'un plus grand nombre de chalands de débarquement finalement disponibles et permettait ainsi d'avoir une tête de pont plus proche du port de Cherbourg.
Le débarquement à Utah Beach fut certainement le moins coûteux en vies humaines et celui qui atteignit à la fin de la première journée les résultats les plus proches des objectifs initiaux des Alliés. La 4e division d'infanterie américaine n'y rencontra qu'une relativement faible résistance ennemie, en contraste avec Omaha Beach, l'autre plage du secteur américain. Les fortifications allemandes y étaient moindres du fait d'une configuration des lieux jugée par les Allemands peu propice à un débarquement. En effet, la plage se trouve sur un cordon littoral adossé à des zones marécageuses. Le débarquement américain sur Utah sera donc précédé d'une opération aéroportée de nuit sur Sainte-Mère-Église et Chef-du-Pont, qui  sera elle coûteuse en vies humaines, afin de contrôler les quelques routes au travers des marais permettant les sorties de plage.
La 2e DB, commandée par le général Leclerc, y débarqua le 30 juillet 1944.

## Situation

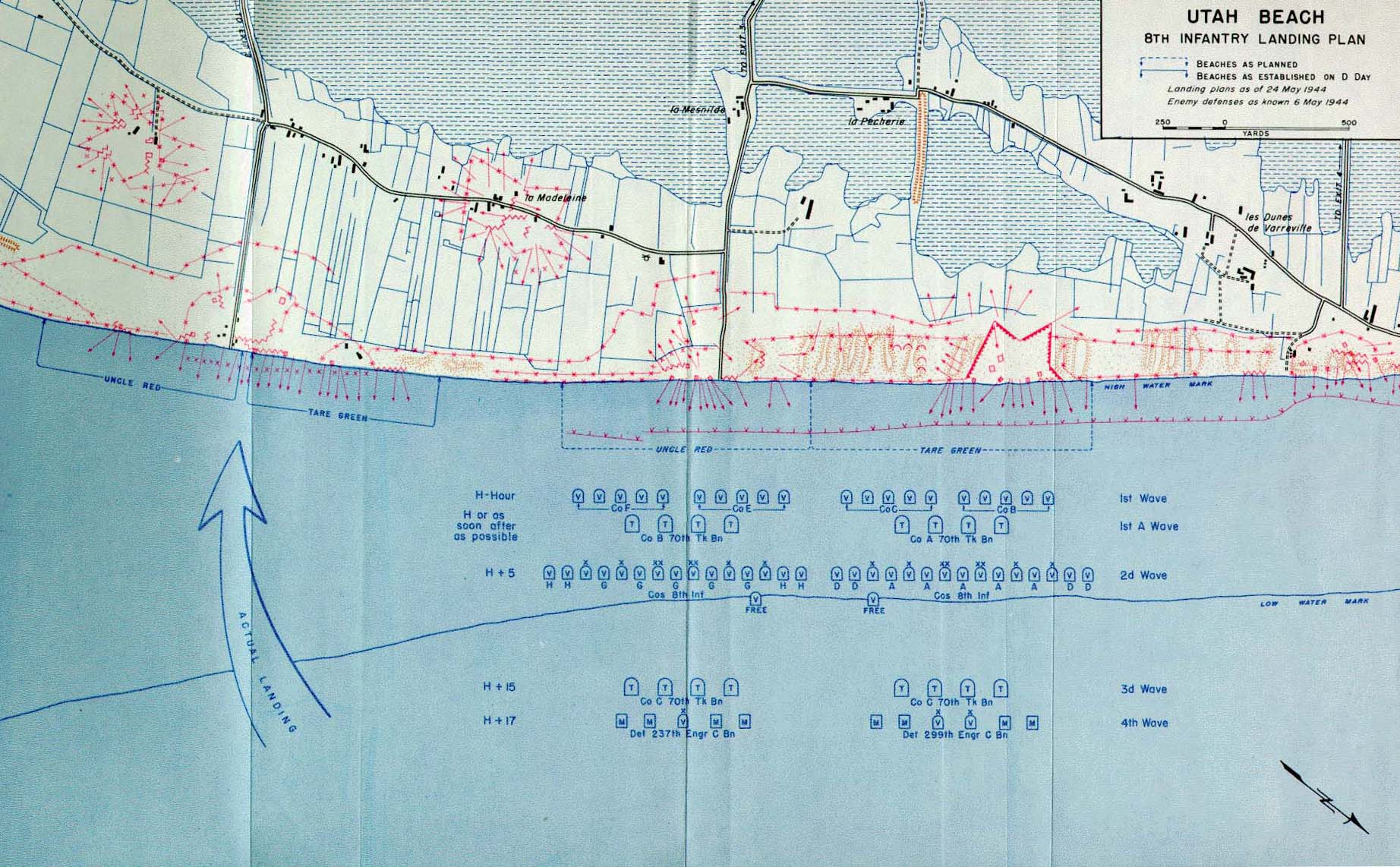
Plans initiaux et débarquement réel.

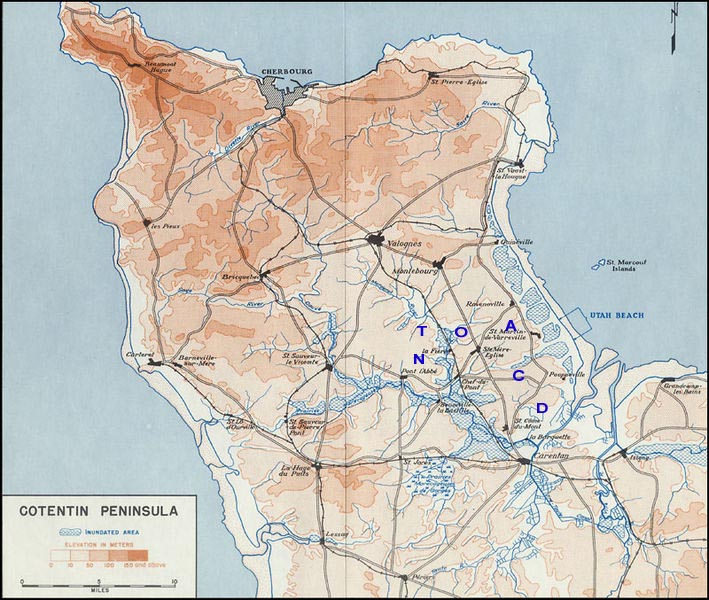
Utah Beach, zones de largages prévues des troupes aéroportées et zones inondées.

La partie Est du Cotentin, à la limite des départements de la Manche et du Calvados est une zone de terres basses et humides, sujette à des inondations régulières en hiver. Sur le littoral, s'étendent de larges plages de sable bordées d'un cordon dunaire les séparant des marais que l'on franchit en empruntant des chemins surélevés. Les Allemands avaient volontairement maintenu plusieurs zones inondées pour rendre plus difficile un débarquement.
Cette plage, particulièrement propice à un assaut amphibie, verra ses défenses renforcées après que le maréchal Rommel détectera de nombreuses faiblesses dans le dispositif défensif allemand lors de ses multiples visites d'inspection. Ainsi, les dunes entre la baie des Veys et Saint-Vaast-la-Hougue seront truffées de nids de mitrailleuses et sur les hauteurs de l'arrière-pays seront aménagées quelques batteries lourdes, notamment à Azeville, Crisbecq, Morsalines, La Pernelle. Néanmoins cette zone restera moins fortifiée que d'autres zones de la côte normande du fait que les Allemands estimaient que les marais et les zones inondées rendaient difficile un accès à l'intérieur des terres.
Initialement, les Alliés n'avaient pas prévu de débarquer sur les côtes du Cotentin. La proximité du port de Cherbourg et la nécessité de disposer d'une solution de repli au cas où la situation tournerait mal sur les plages du Calvados, décidèrent les responsables du haut commandement allié (le général Eisenhower et le général Montgomery à ajouter une cinquième plage. Un plus grand nombre de chalands de débarquement disponibles permit cette plage supplémentaire.
L'endroit retenu reçut le nom de code d’Utah Beach. Il s'étend de Sainte-Marie-du-Mont jusqu’à Quinéville, avec une zone d'assaut d'environ deux kilomètres à hauteur de Varreville. Afin de permettre une sortie de plage des troupes fraîchement débarquées et qu'elles ne se trouvent pas bloquées entre la plage et les marais, les Alliés décidèrent d'engager deux divisions parachutistes, la 82e et la 101e divisions aéroportées américaines qui devront pour cela établir un point de fixation sur la zone de Sainte-Mère-Église et Chef-du-Pont et contrôler les quelques routes d'accès aux plages. Ils doivent également prendre le contrôle de la N 13, route nationale reliant Paris à Cherbourg via Caen d'importance stratégique, cela afin d'éviter tout mouvement de troupes ou contre-attaque ennemis par cette voie et aussi de couper la liaison avec la place de Cherbourg. Dans ce même but, ils doivent également contrôler la ligne de chemin de fer reliant Caen à Cherbourg, les ponts sur la Douve et le contrôle du canal de Carentan à la mer. L'assaut aéroporté porte les noms d'opérations Albany et Boston.
C'est la 4e division d'infanterie américaine du major général Barton, appartenant au VIIe corps américain commandé par le général J. Lawton Collins, qui fut chargée de prendre d'assaut Utah Beach. La première vague d'assaut est menée par le brigadier général Theodore Roosevelt Junior, cousin germain de l'épouse du président américain en exercice, Franklin Delano Roosevelt (dont il est également un lointain cousin), fils de l'ancien président Theodore Roosevelt et seul général, ce jour du 6 juin, à accompagner une vague d'assaut. Ce débarquement bénéficie de l'appui feu du groupe de bombardement de l'amiral Morton Deyo et d'un écran de fumée lancé par le squadron 342, groupe Lorraine des ex-forces aériennes françaises libres. En tout ce sont plus de 865 navires, la « Force U », de convoyage, de protection ou d'appui aux troupes à terre qui seront impliquées dans le débarquement sur Utah Beach.

## Flotte et couverture navale

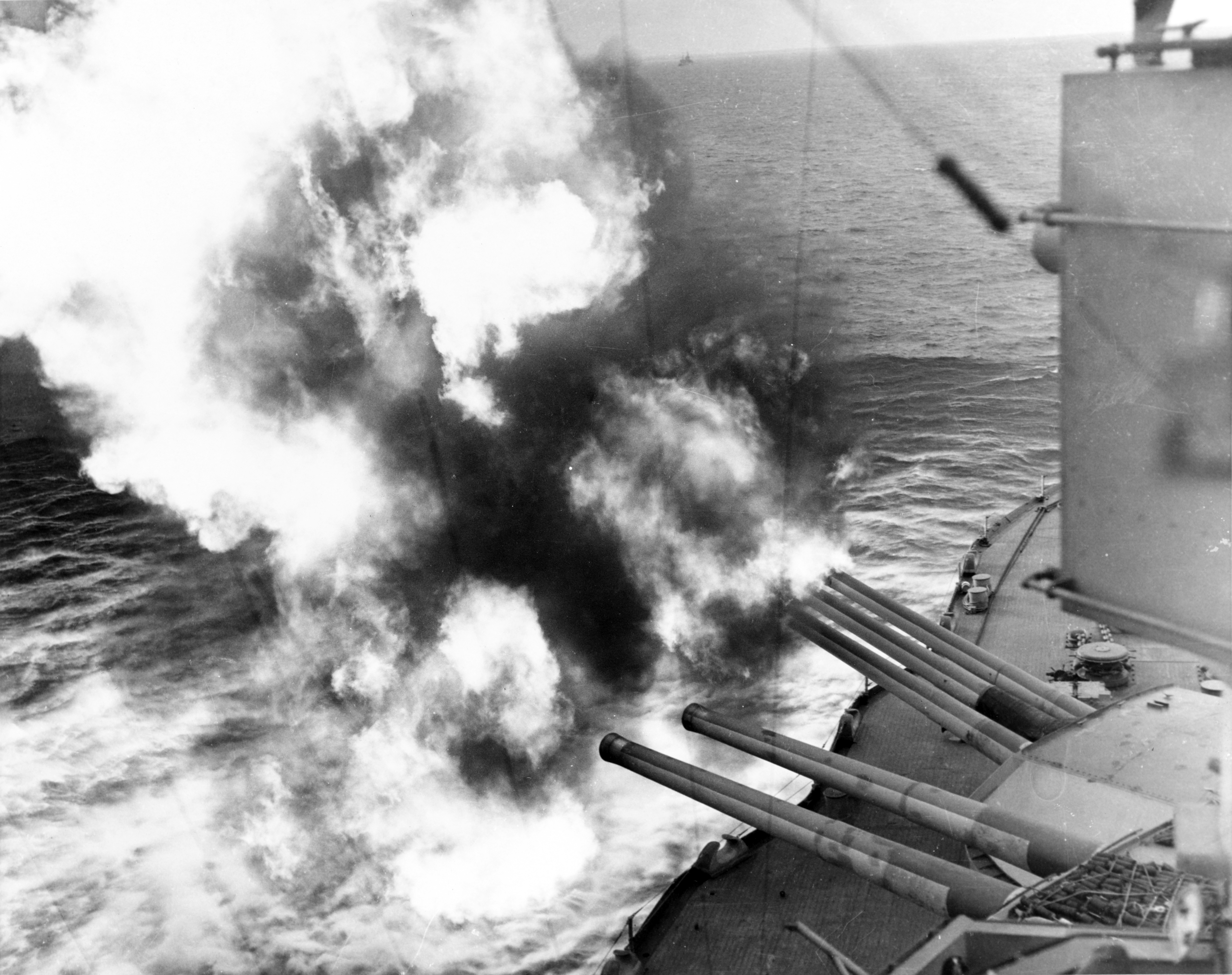
L' bombardant des positions allemandes près d'Utah Beach le 6 juin

## Opérations
C'est à 6 h 30 le 6 juin, après une intense préparation d'artillerie et un bombardement aérien efficace des principales positions allemandes, que la 4e division d'infanterie US est engagée. Deux escadrons de chars DD amphibies sont mis à l'eau à 3 kilomètres du rivage. Ils rejoignent la plage par leurs propres moyens grâce à deux hélices et une jupe de caoutchouc. Ils s'approchent en deux vagues d'assaut, 12 chars pour l'une, 16 pour l'autre, de la plage où ils commencent à tirer sur les positions des Allemands alors que ceux-ci peinent à réorganiser leur défense après le terrible et efficace bombardement allié qui vient juste de cesser (bombardement maritime et bombardement aérien).
En raison d’une erreur de navigation, les premières vagues d’assaut prirent pied à environ 2 kilomètres au sud de l'endroit prévu. Heureuse erreur pour les Alliés puisque les défenses allemandes étaient là nettement moins redoutables, et les soldats allemands des territoriaux assez âgés et mal équipés. Pendant le début du débarquement de la division d'infanterie américaine, les tirs allemands sont nourris mais peu précis et peu à peu, les positions de mitrailleuses allemandes sont rapidement neutralisées. Il subsistera tout au long de la journée des tirs aléatoires mais meurtriers des canons et mortiers de la 709e division d'infanterie allemande située dans les terres mais que l'avancée des troupes à terre et les tirs guidés des navires alliés réduiront progressivement.
La plage est aux mains des Alliés assez rapidement. La marée, en se retirant, découvre les défenses des plages que les unités du génie commencèrent à éliminer moins d'une heure après le début du débarquement, afin d'ouvrir des passages aux chalands de débarquement de matériels et véhicules lourds. Deux heures après le débarquement, le mur antichar fut dynamité en plusieurs endroits et les chars purent commencer leur progression à l'intérieur des terres. La jonction des troupes débarquées et des parachutistes à l'intérieur des terres se fit en début d'après midi du côté de Pouppeville.
Les pertes de la 4e division (tués, blessés et disparus) ne dépassèrent pas les 200 hommes pour la journée du 6 juin.
Seuls les canons de 210 mm de la batterie allemande MKB de Crisbecq, appelée aussi batterie de Saint-Marcouf, commandée par Walter Ohmsen (qui surveillait tout le secteur à partir de son poste de commandement et d'observation de Crisbecq) furent en mesure de gêner sporadiquement les opérations de débarquement sur les journées des 6 et 7 juin, ainsi que les batteries de 170 mm de la Pernelle, situées à 25 km plus au nord, qui gêneront, pendant près de deux semaines, les opérations de débarquement des Alliés.

## Raisons d'un succès

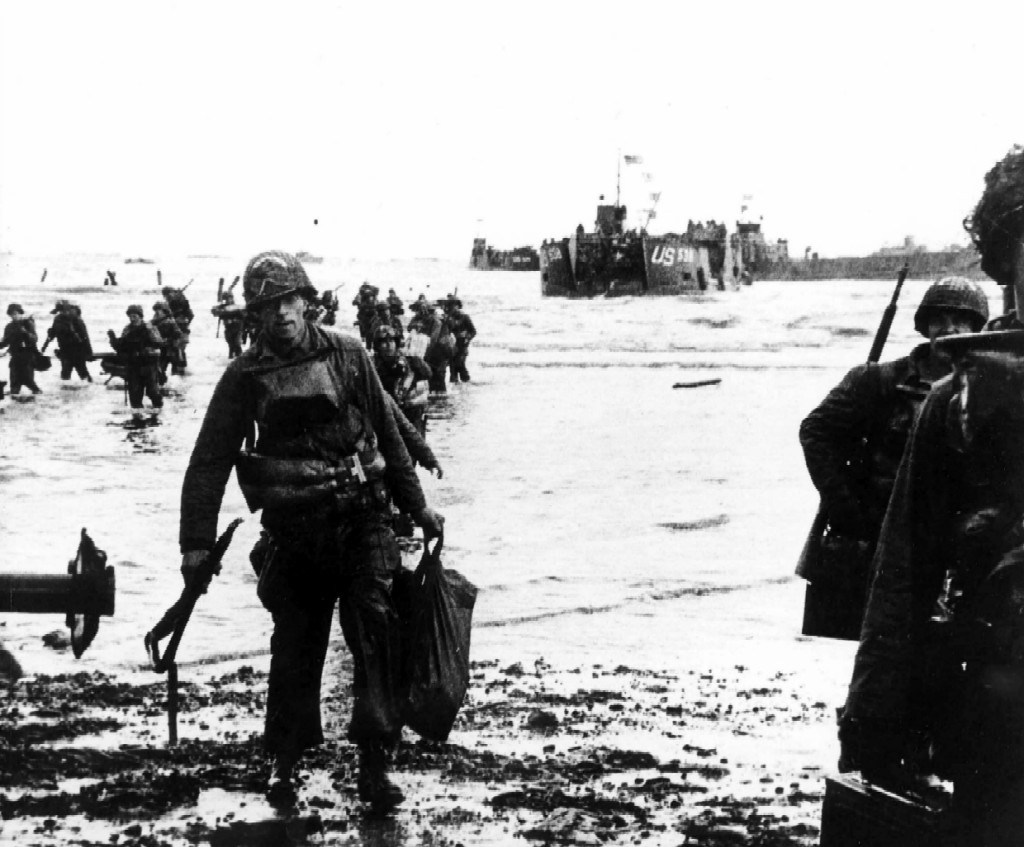
Troupes américaines débarquant.

Comparativement à Omaha Beach, la sanglante, Utah Beach fut un succès, et ce dû à plusieurs facteurs :
- moins de fortifications allemandes comparé à d'autres plages. La défense est largement fondée sur l'isolement du cordon littoral de l'intérieur du pays par  les zones inondées ;
- un bombardement avant l'assaut efficace : beaucoup des grands blockhaus identifiés, comme la batterie côtière près de Saint-Martin-de-Varreville, furent détruits par les B-26 Marauder, bombardiers moyens de la 9e US Air Force, volant à moins de 5 000 pieds (1 600 m) et fournissant aussi un appui aérien rapproché aux forces d'assaut ;
- les tanks DD : 28 des 32 tanks amphibies ont atteint le rivage car ils ont été mis à l'eau deux fois plus près de la plage qu'à Omaha, et n'ont donc pas coulé dans la Manche. Ils purent aussi se diriger dans le courant de manière plus efficace pour éviter la houle ;
- l'erreur sur la zone de débarquement avec un débarquement vers une zone plus au sud que prévu se révélant une des zones de sortie de plage la moins fortifiée ;
- les troupes parachutistes : la différence la plus significative fut les 13 000 hommes de la 101e et de la 82e division aéroportée qui combattaient déjà dans l'intérieur des terres lors du début du débarquement. Cinq heures avant la première vague d'assaut, les troupes parachutées ou arrivées par planeurs combattaient au-delà des plages, éliminant l'ennemi des positions le long des sorties de plages et créant la confusion parmi les Allemands, prévenant ainsi toute contre-attaque organisée de la part de l'ennemi vers les zones de débarquement.

Mais ce succès doit être relativisé par les lourdes pertes subies par les troupes aéroportées. La 101e perdit 40 % de ses effectifs le jour J, du fait d'une dispersion au largage (plusieurs tombèrent dans les marais) et de durs combats au sol.

## Logistique

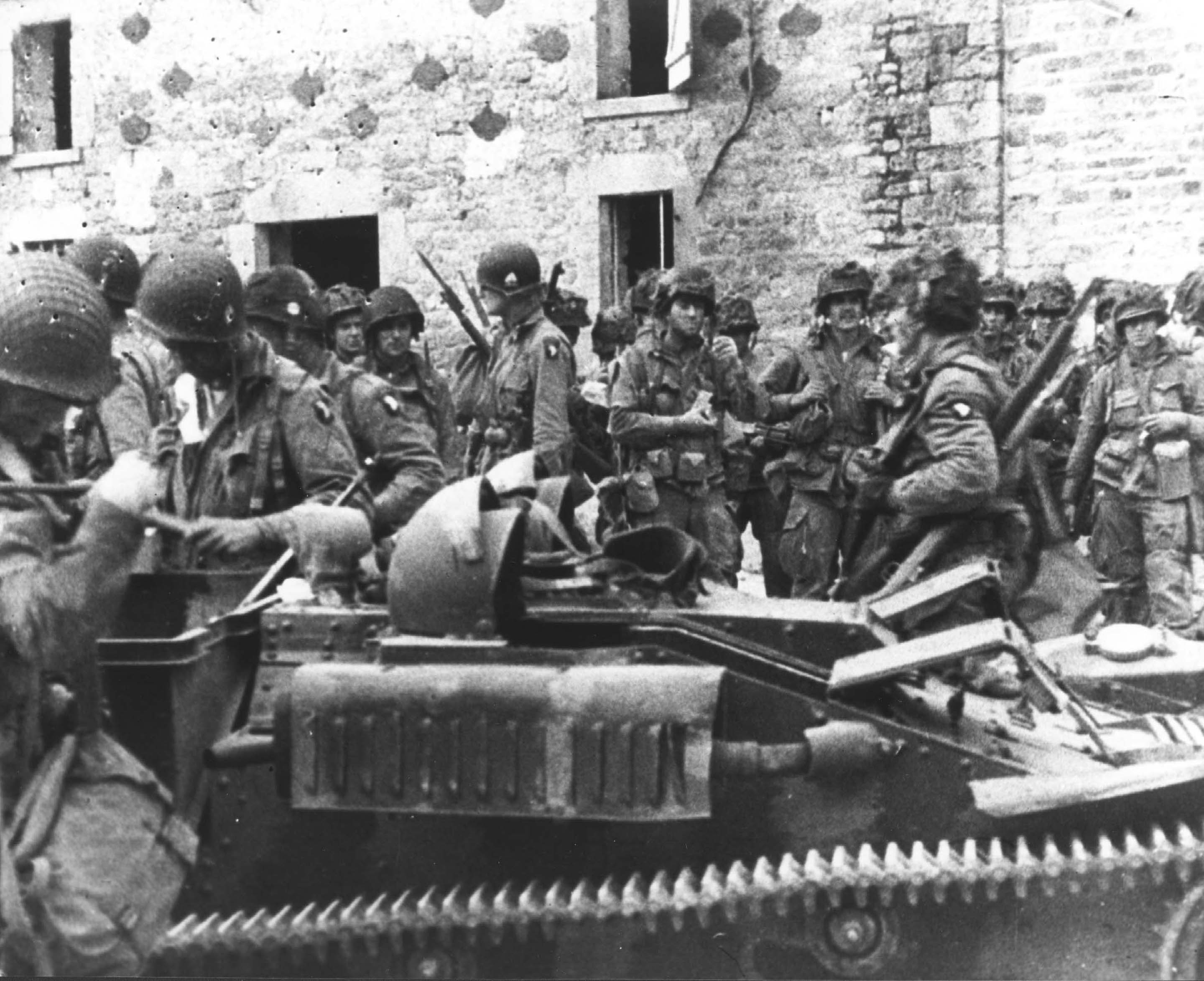
Soldats des,, et de la aéroportée américaine. Ferme Marmion à Ravenoville, Utah Beach, près de Saint-Marcouf dans le Cotentin, le 6 juin 1944.

Dans les 12 premières heures, ce sont 23 250 hommes, 1 700 véhicules de combats et 1 695 tonnes d'approvisionnement qui seront débarqués sur cette plage.
Par la suite, une véritable logistique d'approvisionnement va être mise en place à Utah Beach par la brigade spéciale de génie américain, forte de 19 500 hommes, brigade qui sera portée dans les semaines qui suivent à près de 70 000 hommes. Cette unité, commandée par le major général Eugene Meode Caffey, permettra de juin à novembre 1944 le débarquement sur la plage et l'acheminement jusqu'au front de 836 000 hommes, 220 000 véhicules de la jeep à la locomotive, 775 000 tonnes d'approvisionnements. En effet, bien avant d'être privés de leur port artificiel de Saint-Laurent-sur-Mer (appelé Mulberry A) détruit par la tempête du 19 juin, les Américains avaient déjà imaginé des solutions de rechange, les Rhino ferries : la plage sera donc utilisée par des chalands mais aussi par des échouages volontaires de bateaux de plus fort tonnage, repris ensuite par la marée montante. Le quartier général de cette unité du génie sera durant les premières semaines établi dans le premier blockhaus pris aux Allemands à Utah Beach. Sur celui-ci s'élève aujourd'hui le monument à la mémoires des hommes de la 1re brigade de génie.

## Vue du côté allemand
Selon un historien anglais, Sir Basil Liddel Hart, qui a interviewé les généraux allemands prisonniers de guerre, le haut-commandement allemand était conscient de la faiblesse des divisions stationnées à l'ouest. Les divisions étaient squelettiques.
Selon des auteurs allemands, le point d'appui (Widerstandsnest) WN5 donna bien du fil à retordre aux troupes de débarquement. Cette position était aussi bien armée que possible (en fonction des ressources disponibles alors) :
- mini-tanks "Goliath" ;
- une tourelle blindée, canon de 88 mm ;
- canons de 50 mm ;
- canons anti-chars de 75 mm ;
- un obusier de 160 mm (1re Guerre mondiale) ;
- une tourelle de char Renault FT, enterrée, abritant une mitrailleuse Hotchkiss.

Le tout était complété par des nids de mitrailleuses battant le terrain sans angles morts. L'approvisionnement en munitions était estimé suffisant. L'ensemble des dispositifs, avec les abris enterrés, était relié par de profondes tranchées. Le tout revêtait un aspect redoutable. Le commandement était assuré par le lieutenant Janhke (à 22 ans avait fait ses preuves sur le front de l'Est) et le personnel était composé  de réservistes âgés (des territoriaux de 50 ans et plus) amalgamés avec de jeunes recrues, et dotés d'armes françaises de 1940, de prise.
Les combats débutent par la capture de parachutistes US dans les marais inondés. Un violent bombardement aérien le 6 juin à 4 h du matin endommage les pièces d'artillerie (particulièrement la pièce de 88 mm), fait sauter les stocks de munitions et provoque des pertes en personnel. Le bombardement est complété par des avions lanceurs de roquettes.
La première vague de débarquement est sérieusement détruite par les mines et par deux mitrailleuses lourdes rescapées. La seconde vague est moins prise à partie, abritée par les épaves de la plage. L'arrivée des chars DD va changer la donne, détruisant par leur canons les armements rescapés. La pièce de 88 mm remise en état ne tirera qu'un coup et sera hors d'usage. L'obusier de 160 mm sera détruit par les tirs des pièces de marine ainsi que le reste de l'artillerie. Les mini-chars Goliath se montreront inefficaces, leurs télécommandes filaires ayant été déréglées par les bombardements.
Les unités du génie US vont déminer la plage. Peu à peu, les défenseurs sont réduits par les tirs de canons de marine. Le lieutenant Janhke est capturé avec ce qu'il reste de ses hommes et envoyé sur un destroyer. Les bulldozers US commencent à dégager la plage en face de ce qui reste du WN5. Les parachutistes allemands n'ont pas pu s'approcher du WN5 pour prêter assistance et ont été repoussés.
Selon Olivier Wieviorka, les pertes américaines parmi les troupes débarquées furent faibles (300 hommes) alors que les pertes en péniches de débarquement furent importantes.

## Un lieu de mémoire
Un musée du débarquement Utah Beach a été édifié en 1962 à l'endroit même où les troupes américaines débarquèrent le Jour J.
Utah Beach possède en outre plusieurs monuments commémoratifs : 
- le monument des États-Unis ;
- le monument à la 4e division d'infanterie américaine ;
- le monument à la 90e division d'infanterie américaine ;
- le monument Higgins-Boat inauguré à l'occasion du 71e anniversaire du Débarquement en 2015[6].

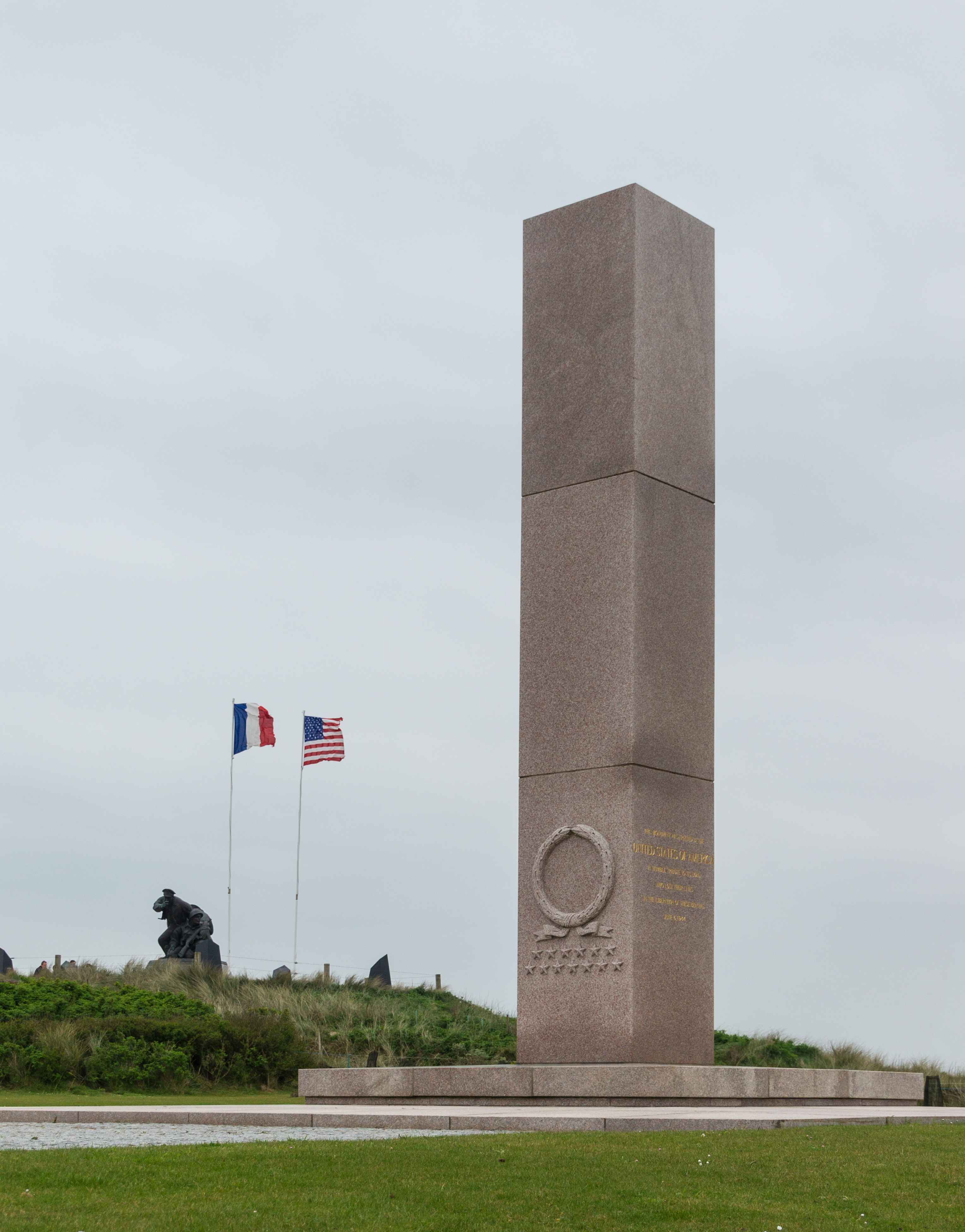
Monument des États-Unis.
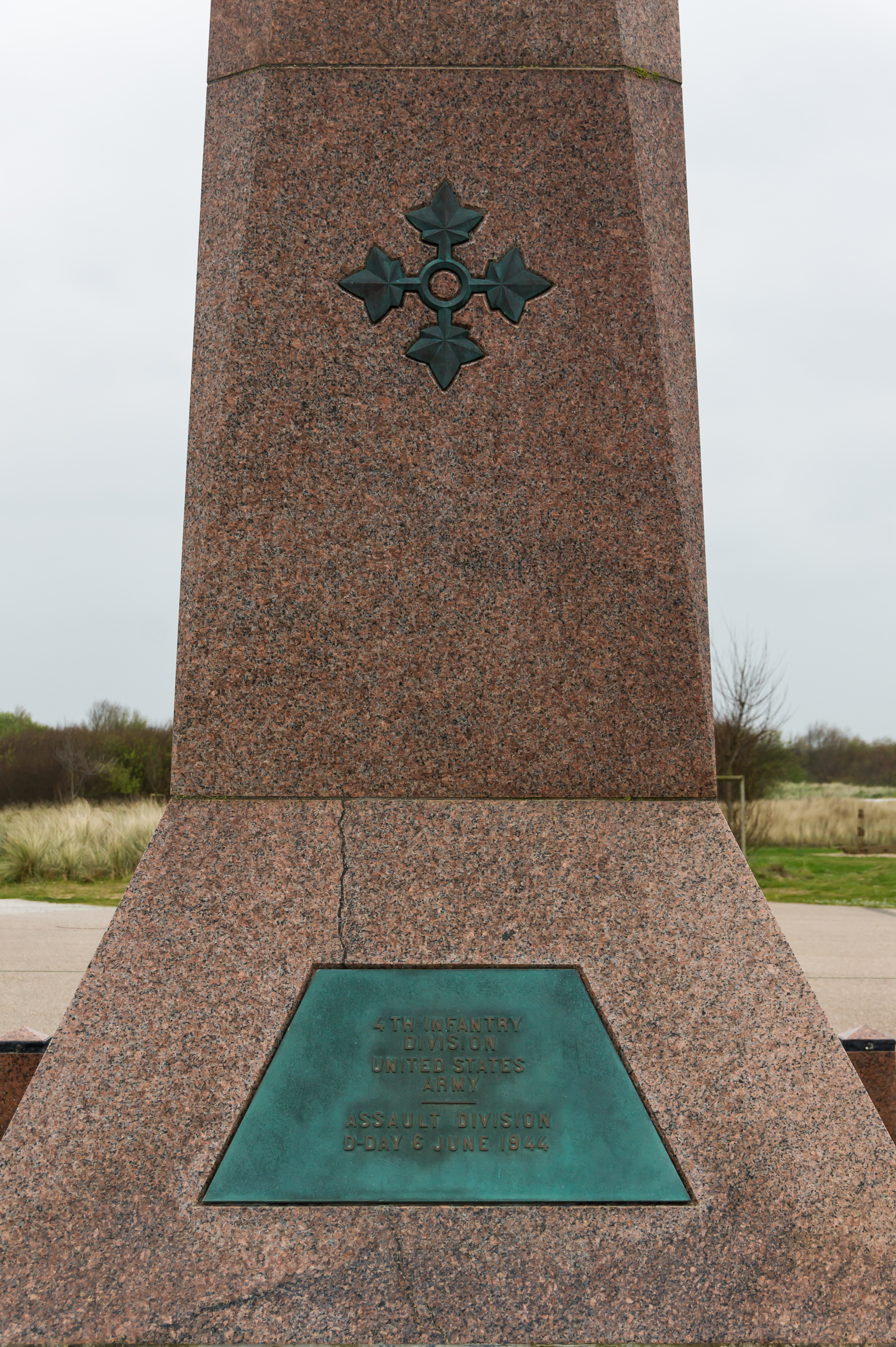
Monument à la 4e division américaine.
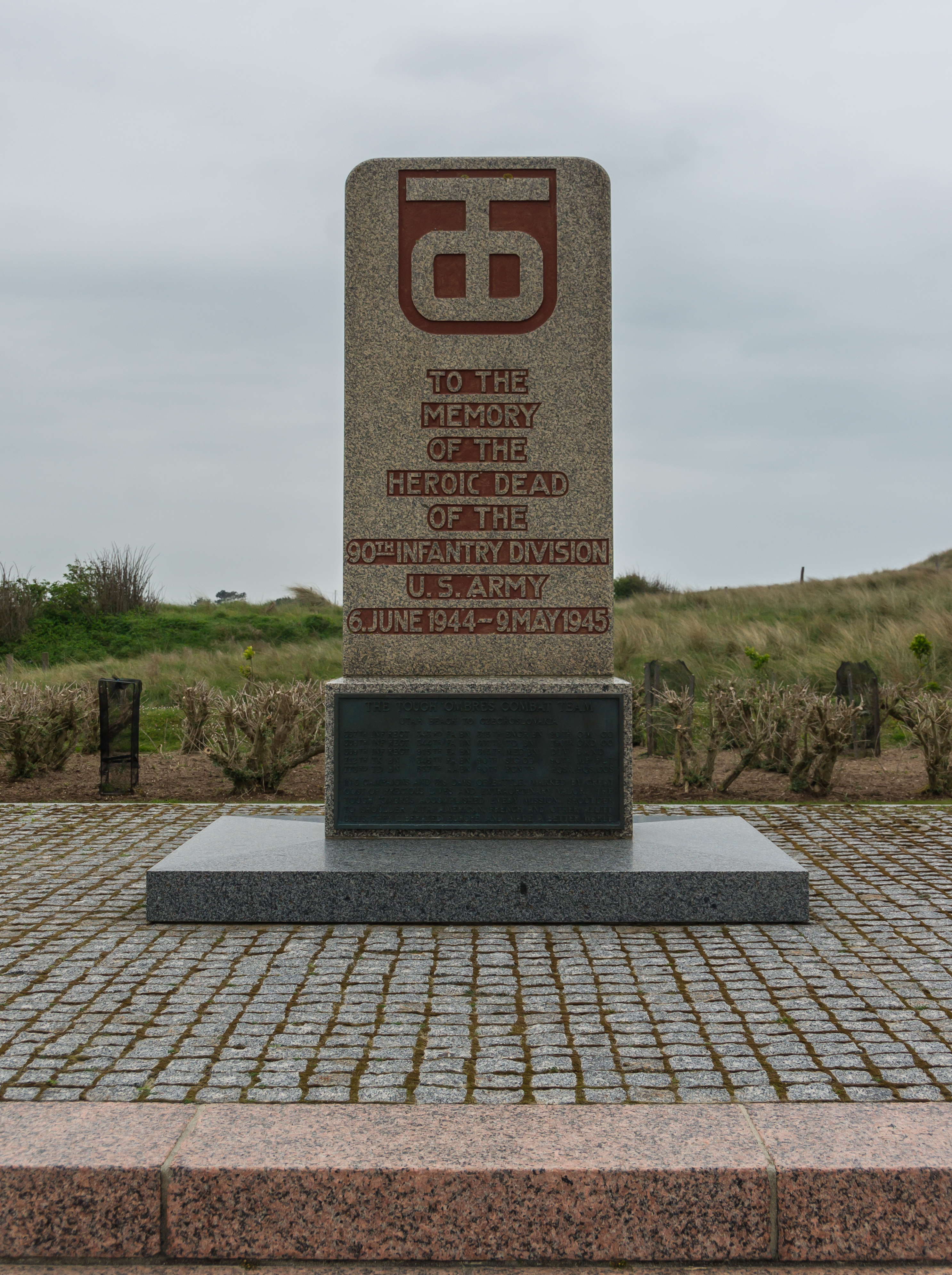
Monument à la 90e division américaine.
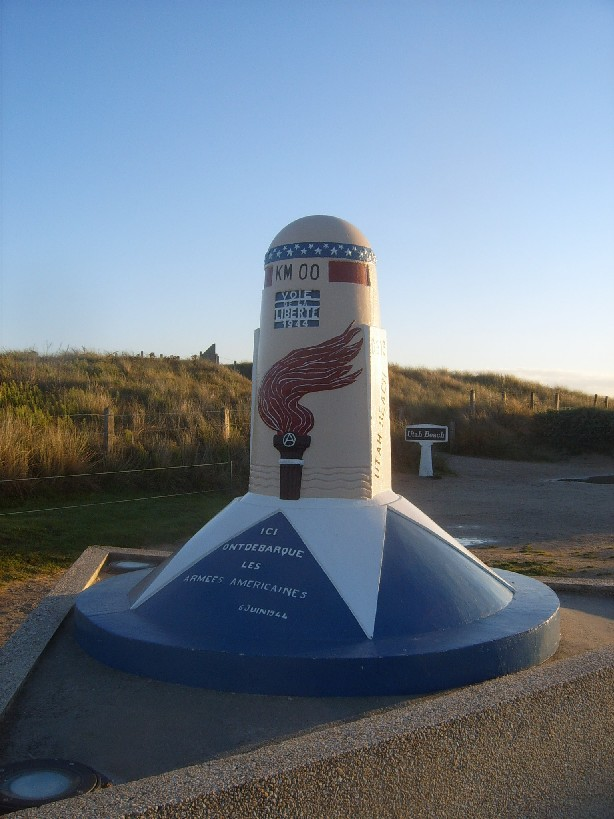
Borne 00 de la voie de la Liberté à Utah Beach.
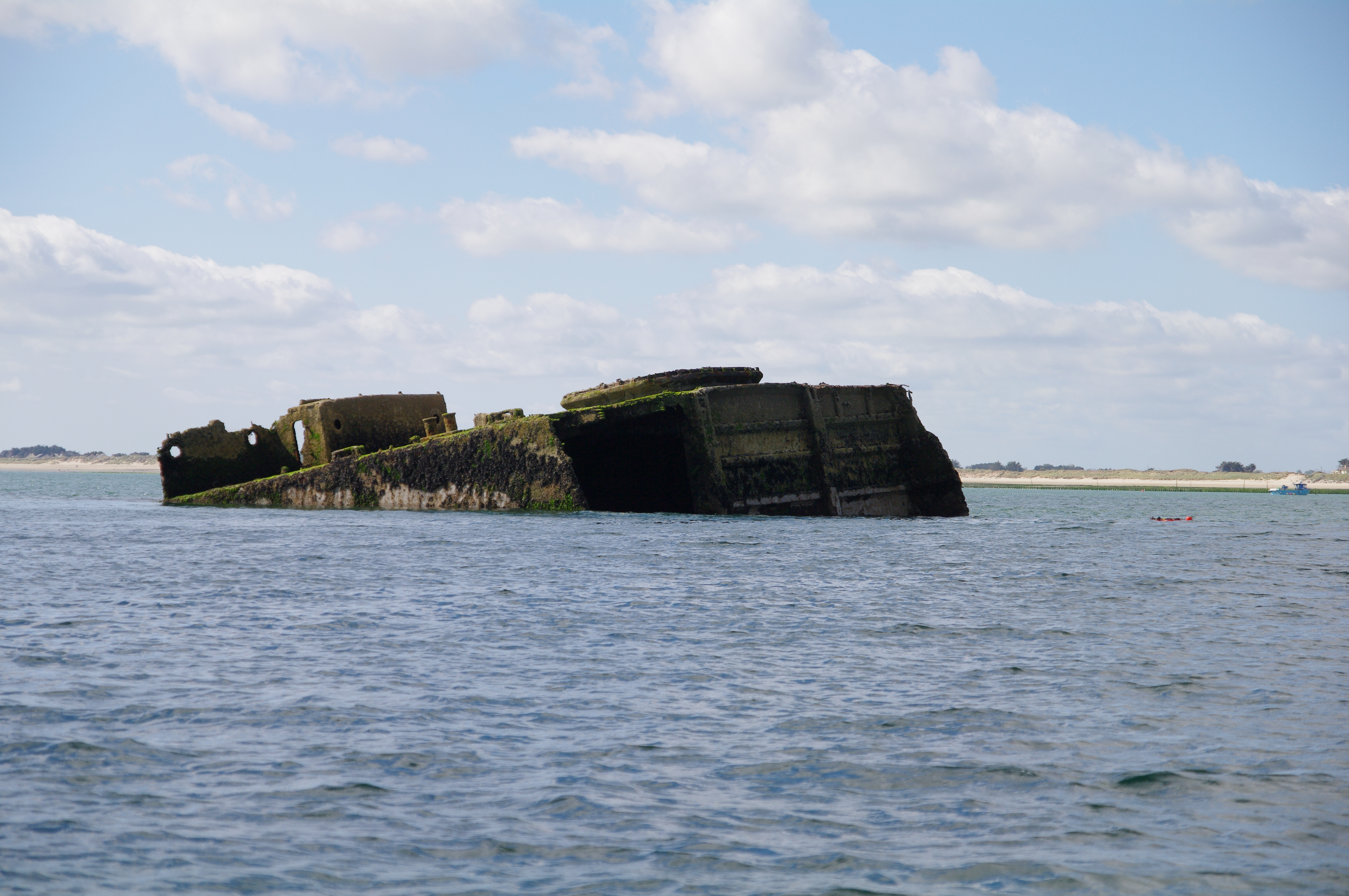
Épave au large d'Utah Beach.
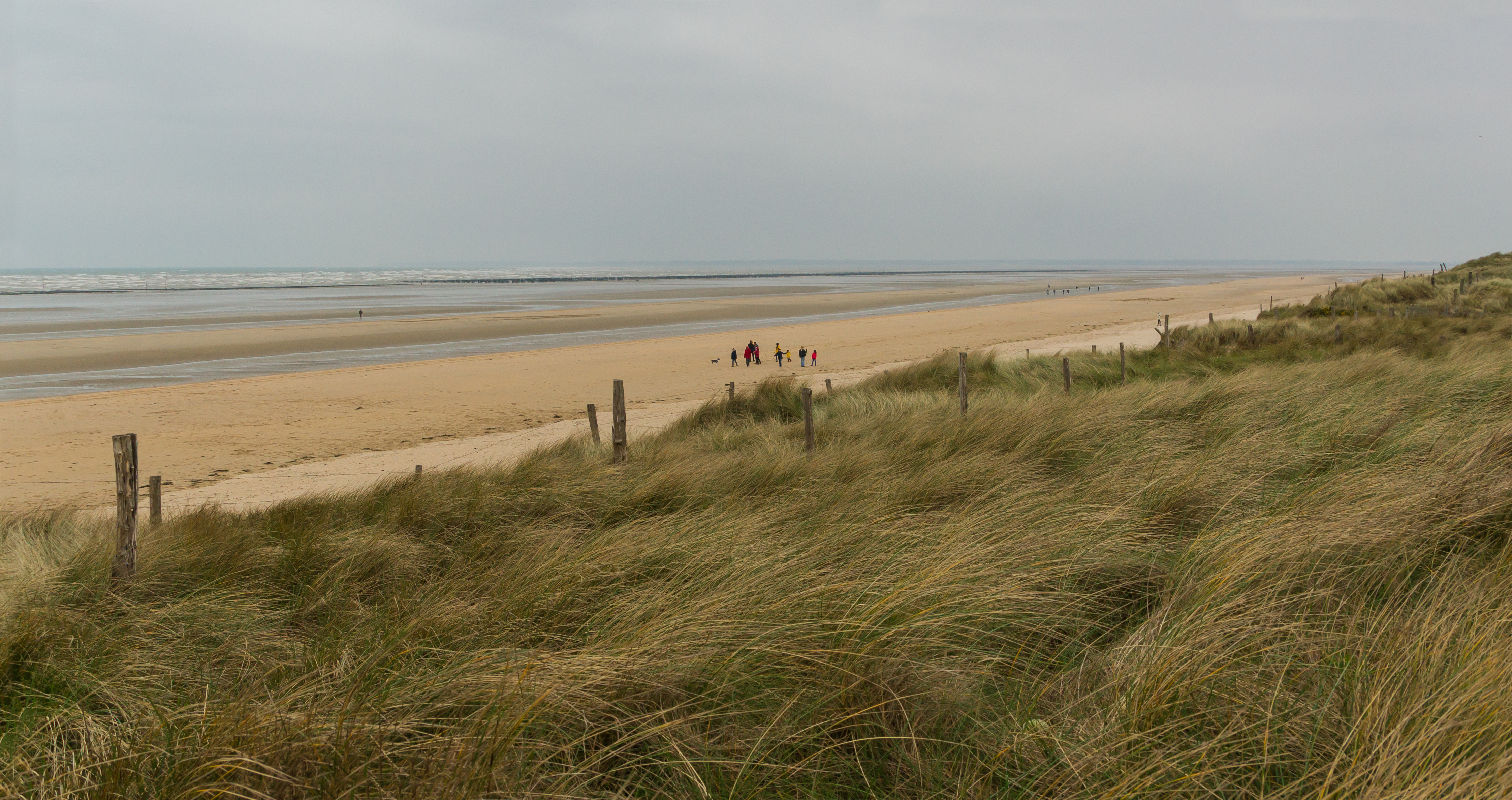
La plage de nos jours, vers le sud.

Un peu à l'écart du musée se dresse depuis 2014 un « arbre de la liberté ». Œuvre de l'artiste Hervé Mazelin, cette sculpture a été réalisée avec la participation de 2 500 lycéens de la région : sur les 70 feuilles en métal de l'arbre ont été gravés les 70 témoignages de vétérans recueillis par ces jeunes Normands.

## Films tournés
- 2024 : Les Rois de la piste de Thierry Klifa[8]